# Scolopendromorpha
Scolopendromorpha zijn een orde van duizendpoten (Chilopoda).

## Taxonomie
De volgende families zijn bij de orde ingedeeld:
- Cryptopidae
- Scolopendridae
- Scolopocryptopidae